# Norodom Yukanthor
Prince Norodom Arun Yukanthor (en khmer : នរោត្តម អរុណយុគន្ធរ, 1860 - 27 juin 1934) est le fils aîné du roi Norodom Ier du Cambodge.

## Biographie
Le prince Yukanthor est né en 1860 de l'une des épouses de son père Norodom 1er. Il a grandi au Palais Royal de Phnom Penh en tant que fils aîné, dans un pays sous protectorat français.
En 1899, son père est invité par la France à assister à l'Exposition Universelle de 1900. Fatigué et malade, il a 66 ans, il mandate son fils Yukanthor pour y assister à sa place et profiter de l'occasion d'aller en France pour exposer au gouvernement français les griefs envers ses représentants dans son royaume.
Ce fils aîné est présenté comme le futur héritier de la couronne dans le mandat écrit par son père ce qui lui donnait une certaine autorité. Mais ses récriminations ne plurent pas aux différents ministres qu'il rencontra à Paris malgré la présence du journaliste Jean Hess du Figaro qui l'assistait en tant qu'ami de la famille Norodom.
Ce dernier publia en 1900 un ouvrage intitulé L'affaire Yukanthor : les dessous d'un protectorat dans lequel il décrit la mission du fils Yukanthor pour dénoncer les abus du colonialisme, sa physionomie source de moqueries de la part des français, mais aussi comment il a été traité tant par les ministres que par les autres journaux.
À la mort de son père en 1904, il n'hérita pas du trône qu'il lui avait promis, sommé par le gouverneur général du protectorat, Paul Doumer, de lui préférer son frère Sisowath.
Il finit sa vie en exil, d'abord en Belgique en 1900 après sa visite à Paris, puis en Algérie, à Singapour et enfin en 1913 jusqu'à sa mort en 1934 à Bangkok.

## Famille
Le prince Yukanthor s'est marié avec la princesse Norodom Malika (1872-1951), qui était sa demi-sœur, et ils ont eu  trois filles et un fils, qui sont  :
1. Princesse Pengpas Yukanthor (1892-1969)
2. Princesse Robangpas Yukanthor (1893- )
3. Princesse Pingpeang Yukanthor (1894-1966)
4. Prince Heanh Wachhiravongs (1896-1969)